# Султанрабат
Султанраба́т (каз. Сұлтанрабат) — село у складі Толебійського району Туркестанської області Казахстану. Входить до складу Кєлітаського сільського округу.
Населення — 6277 осіб (2021; 4732 у 2009, 3775 у 1999, 3909 у 1989).